# Retrato de Nicolas Kratzer
El Retrato de Nicolas Kratzer es una pintura de Hans Holbein el Joven, actualmente en el Museo del Louvre de París, Francia. Se trata de un óleo sobre madera con unas dimensiones de 83 centímetros de alto y 67 de ancho. Fue ejecutada en el año 1528.

## Descripción
La persona retratada es el astrónomo Nikolaus Kratzer, amigo de Tomás Moro. Aparece en su mano derecha un reloj de sol poliédrico a medio construir. Otros instrumentos científicos pueden verse en las estanterías detrás de él: un cuadrante (con forma de semicírculo y empleado en la determinación de la altura de los astros) y un reloj de pastor.  
Es un retrato de medio cuerpo, en el que el astrónomo aparece en escorzo. Viste ropas sobrias, oscuras, y se encuentra rodeado de instrumentos propios de su oficio, que son representados con detalle y realismo, como es típico de la pintura flamenca, constituyendo prácticamente ellos solos un bodegón.